# Joey Ryan (catch)
Pour les articles homonymes, voir Joseph Ryan (homonymie).
Joseph Ryan Meehan (né le 7 novembre 1979 à Los Angeles, Californie) est un catcheur professionnel américain. Il est également un des cofondateurs de la Pro Wrestling Guerilla.

## Carrière

### Circuit Indépendant (2000-2012)
Il est connu pour sa carrière sur le circuit indépendant, travaillant pour des fédérations reconnues telles que la Pro Wrestling Guerrilla (PWG), qu'il a fondé avec cinq autres lutteurs.
Il a catché entre 2003 et 2012 à la Pro Wrestling Guerilla, où il a remporté un titre mondial et trois titres par équipe avec Scott Lost.
Il a également fait quelques apparitions à la WWE en tant que lutteur local et à la NWA, où Joey Ryan et Karl Anderson ont vaincu les équipes de Billy Kidman et Sean Waltman et celle de Sicodelico, Jr. et Incognito pour devenir les premiers NWA World Tag Team Champions post-ère de la TNA (ce titre est exclusif à la NWA).
Il a aussi travaillé à la ROH entre 2009-2010.

### Ring of Honor (2009-2010)
Ryan est apparu le 8 avril 2009 sur ROH Video Wire, avec une vidéo indiquant qu'il allait bientôt venir. Il est alors réapparu le 21 avril sur ROH Video Wire, affirmant qu'il apporterait du "sleazy" à la Ring of Honor.
Ryan fait ses débuts officiels le 9 mai en intégrant The Embassy, faisant équipe avec Jimmy Rave et Claudio Castagnoli pour vaincre Brent Albright, Colt Cabana et Erick Stevens. Il fait sa première apparition sur la télévision de la Ring of Honor Wrestling le 18 septembre, perdant face à Colt Cabana. Ryan a vaincu Roderick Strong dans son deuxième match, avec l'aide de Prince Nana. Il entame une rivalité avec Colt Cabana, puis aide The Embassy et Claudio Castagnoli dans sa rivalité avec Brent Albright.
Puis, Joey Ryan commence une rivalité contre Necro Butcher le 6 novembre 2009. Il s'associe avec Erick Stevens et sont confrontés face à des équipes telles que les Briscoe Brothers et Player Uno et Player Dos mais leurs matches les plus captivants sont contre l'équipe de The Necro Butcher et Eddie Kingston, notamment dans un combat de rue le 8 janvier 2010 lors de 8th Anniversary Show, match gagné par ces derniers.

### Total Nonstop Action Wrestling (2012-2013)

#### Gut Check, Rivalité avec Al Snow et Alliance avec Matt Morgan (2012-2013)
Le 24 mai 2012, il apparaît pour la première fois sur le ring de la TNA et affronta Austin Aries lors d'un Gut Check Challenge. Il ne fut pas intégré dans le roster de la TNA. Il revient le 28 juin 2012 en interrompant l'évaluation de Taeler Hendrix. Le 26 juillet, il s'en prend à Al Snow durant un autre Gut Check Challenge. Le 30 août, lors d'Impact Wrestling, il fait face à Al Snow et lui jette une boisson au visage avant d'être chassé du bâtiment. La semaine suivante, Al Snow le gifle . Le 4 octobre, Al Snow s'excuse pour la gifle auprès de Joey Ryan, qui obtient un contrat à la TNA, s'il parvient à battre Al Snow lors de Bound for Glory. Le 14 octobre, lors de Bound for Glory, il bat Al Snow grâce à une intervention de Matt Morgan et obtient donc le contrat. Le 25 octobre, il intervient avec Matt Morgan après que Rob Van Dam ait défendu son TNA X Division Championship face à Zema Ion. La semaine suivante, il bat Rob Van Dam, grâce à une intervention de Matt Morgan. Le 13 novembre, lors de TNA Xplosion, il perd contre James Storm. Lors de Turning Point, il perd contre Rob Van Dam et ne parvient pas à obtenir la ceinture TNA X Division.
À la suite de cette défaite, avec Matt Morgan, il se tourne alors vers les ceintures par équipes. Le 6 décembre 2012, il intervient après la victoire des champions par équipe Chavo Guerrero et Hernandez face à Robbie E et Robbie T. Lors de Final Resolution, il perd avec Matt Morgan contre les champions par équipes Chavo Guerrero et Hernandez pour le TNA World Tag Team Championship par DQ après que Morgan ait empêché un tombé et l'arbitre a donc fait sonner la cloche pour donner la victoire aux champions qui conservent leurs titres. Le 20 décembre, ils gagnent face à Rob Van Dam et Kenny King, ce dernier étant parti avant la fin du match. Le 3 janvier, il perd par DQ contre Hernandez après une intervention de Matt Morgan. Lors de Genesis, ils perdent à nouveau contre Chavo Guerrero et Hernandez et ne gagnent pas les ceintures par équipe.

#### Retour en solo et série de défaites (2013)
Après plusieurs semaines d'inactivité, il effectue son retour le 10 mars à Lockdown et perd son match face à Joseph Park. Le 11 avril, il perd face à Rob Terry. Le 2 mai, il perd avec Robbie E et Jessie contre Rob Terry dans un 3vs.1 Handicap Match. Le 7 mai, à TNA Xplosion, il perd contre James Storm. Le 23 mai, il perd face à Petey Williams et Suicide dans un Triple Threat Match pour affronter Chris Sabin et le champion Kenny King à Slammiversary XI pour le TNA X Division Championship, ce match étant gagné par Suicide qui effectuait son retour.
Il est licencié le 3 juillet 2013.

### Retour sur le Circuit Indépendant (2013-...)
Le 15 juin à MWE, il perd contre James Morgan et ils ne remporte pas le MWE Heavyweight Championship. Le 16 juin à QPW, il perd contre Adam Thornstowe dans le premier tour du tournoi pour devenir le premier QPW Champion. Le 21 juillet, il remporte le CWFH International Television Championship et le renomme MAV Television Championship. Le 11 août, il conserve son titre face à Big Duke et Mikey O'Shea. Le 23 avril, il conserve son titre en battant Tyler Bateman. Il perd son titre le 11 mai 2014 contre Ryan Taylor mais le reconquérit le 15 juin à Red Carpet Rumble. Il effectue son retour à la Pro Wrestling Guerrilla et fait équipe avec Candice LaRae. Le 27 juillet, il remporte avec Candice LaRae les titres par équipe de la PWG à PWG Eleven.
Le 20 février 2016, il bat sa compagne Laura James.
Le 5 avril 2018 lors de WrestleCon Mark Hitchcock Memorial SuperShow, il bat Jerry Lawler par disqualification.

### Lucha Underground (2015-2019)
Le 13 juin 2018 lors de Lucha Underground saison 4 épisode 1, il perd au cours d'un Modern Warfare match contre Pentagón Jr. et ne remporte pas le Lucha Underground Title, ce match impliquait aussi Chavo Guerrero, Daga, Dragon Azteca Jr., Fénix, Hernandez,Jeremiah Crane, Tommy Dreamer, Johnny Mundo, Killshot, King Cuerno,Mariposa, Marty Martinez, Mil Muertes, Mr. Pectacular, Ricky Mundo, Son Of Havoc, The Mack et Vinny Massaro. Lors de Lucha Undergroung S4E05, il perd contre la catcheuse Ivelisse. Le 8 août, Joey Ryan & Jack Evans battent Xo Lishus & Ivelisse par soumission.
Le 29 août, il effectue un Face Turn en aidant Xo Lishus à remporter son No Mas match contre Jack Evans. Le 26 septembre, il perd avec XO Lishus et Ivelisse contre The Reptile Tribe et ne remporte pas les Trios Championships. Le 3 octobre, ils perdent contre The Reptile Tribe.

### Retour à Impact Wrestling (2019-2020)

#### Retour,Cancel Cultureet départ (2019-2020)
Le 21 octobre 2019, il signe avec Impact Wrestling après avoir participé au Bound For Glory Gauntled Match lors de Bound for Glory.
Le 5 novembre, il perd contre Ken Shamrock.
Le 22 juin 2020, il est renvoyé par la compagnie à la suite des accusations d'agressions sexuelles retenu contre lui.

## Vie privée
En décembre 2015, il devient ambassadeur du site Youporn et adopte le surnom de "King of Dong Style". En février 2016, il demande en mariage Laura James sur le ring après un match entre lui et sa compagne,.

## Palmarès
- Alternative Wrestling Show
  - 2 fois AWS Tag Team Champion avec Scott Lost[1]

- California Wrestling Alliance
  - 1 fois CWA Tag Team Champion avec Scott Lost[1]

- Championship Wrestling from Hollywood
  - 2 fois CWFH International Television Champion[24]
  - 1 fois CWFH Heritage Tag Team Championship – avec Ryan Taylor[24]

- Dramatic Dream Team
  - 44 fois Ironman Heavymetalweight Championship[25],[26],[27],[28],[29],[30],[31]

- Dreamwave Wrestling
  - 1 fois Dreamwave Tag Team Champion avec Candice LaRae

- Empire Wrestling Federation
  - 1 fois EWF Heavyweight Champion[1]
  - Great Goliath Battle Royal (2012)

- Fighting Spirit Pro Wrestling
  - 1 fois FSP Tag Team Champion – avec Candice LaRae

- Insane Wrestling League
  - 1 fois IWL Anarchy Champion[24]

- National Wrestling Alliance Pro Wrestling
  - 1 fois NWA World Tag Team Champion avec Karl Anderson[1]

- Paragon Pro Wrestling
  - 1 fois PPW Heavyweight Champion

- Pro Wrestling Guerilla
  - 1 fois PWG World Champion[1]
  - 4 fois PWG World Tag Team Champion avec Scott Lost (3) et Candice LaRae (1)[1]
  - Battle of Los Angeles (2010)[24]

- World Class Wrestling Alliance
  - 1 fois WCWA California Champion[1]
  - 1 fois WCWA Tag Team Champion avec Scott Lost[1]

- World Power Wrestling
  - 1 fois WPW Cruiserweight Champion[1]
  - 1 fois WPW Hardcore Champion[1]
  - 1 fois WPW Tag Team Champion avec Scott Lost[1]

- WrestleCircus
  - 4 fois WC Sideshow Champion[32]

## Récompenses des magazines
- Pro Wrestling Illustrated

| Année | 2005 | 2006 | 2007 | 2008 | 2009 | 2010 | 2011 | 2012 | 2013 | 2014 | 2015 | 2016 | 2017 | 2018 |
| ----- | ---- | ---- | ---- | ---- | ---- | ---- | ---- | ---- | ---- | ---- | ---- | ---- | ---- | ---- |
| Rang  | 484  | 288  | 224  | 183  | 175  | 171  | 278  | 266  | 138  | 261  | 223  | 158  | 141  | 120  |

- SoCalUncensored.com
  - Southern California Tag Team de l'année (2002) avec Scott Lost
  - Southern California Match de l'année (2004) vs. Super Dragon, 23 octobre 2004
  - Southern California Wrestler de l'année (2006)